# Historisch centrum van Krakau
Het historisch centrum van Krakau (Pools: Stare Miasto) is een UNESCO-bezienswaardigheid met een totale oppervlakte van 149.65 ha en staat sinds 1978 op de Werelderfgoedlijst. Het centrum heeft ongeveer 6000 historische plekken en meer dan 2 miljoen kunstwerken. Een kenmerkend architectonisch verschijnsel van oude binnenstad is dat het uit zowel romaanse als gotische, renaissance en barokelementen bestaat. Een veelbezochte trekpleister is het centraal gelegen Rynek Główny; het grootste middeleeuwse plein in Europa. Het huidige architecturale plan van de oude stad - de 13e-eeuwse koopliedenstad - werd opgesteld in 1257 na de verwoesting tijdens de Tataren-invasie van 1241. Het bijzondere aan Krakau is dat het ondanks politieke en economische situaties haar historische kern heeft weten te behouden. Het centrum bestaat uit een drie-zonespatroon: Oude centrum, groene gordel en een centraal gelegen buitenwijk waar groene en architectonische elementen samengaan.

## Bouwwerken
| Gesticht | Naam                          | Adres | Afbeelding |
| -------- | ----------------------------- | ----- | ---------- |
| 1020     | Wawelkathedraal               |       |            |
| 1185     | Koninklijke Kasteel van Wawel |       |            |
| 1185     | Sint-Floriaankerk             |       |            |
| 1200     | Heilige Kruiskerk             |       |            |
| 1223     | Dominicanenkerk               |       |            |
| 1364     | Jagiellonische Universiteit   |       |            |
| 1367     | Paleis van Florian Mokrski    |       |            |
| 1453     | Bernardinus van Sienakerk     |       |            |
| 1686     | Franciscus van Saleskerk      |       |            |
| 1344     | Sukiennice                    |       |            |
| 11e eeuw | Sint-Adalbertkerk             |       |            |
| 1597     | Sint-Petrus-en-Pauluskerk     |       |            |
| 1355     | Mariakerk                     |       |            |
| 1079     | Sint-Andreaskerk              |       |            |
| 1689     | Sint-Annakerk                 |       |            |
| 1241     | Franciscanenkerk              |       |            |
| 1498     | Barbakan                      |       |            |
| 13e eeuw | Florianuspoort                |       |            |
| 1893     | Juliusz Słowacki Theater      |       |            |
| 14e eeuw | Raadhuistoren                 |       |            |
| 13e eeuw | Paleis Krzysztofory           |       |            |

## Sculpturen

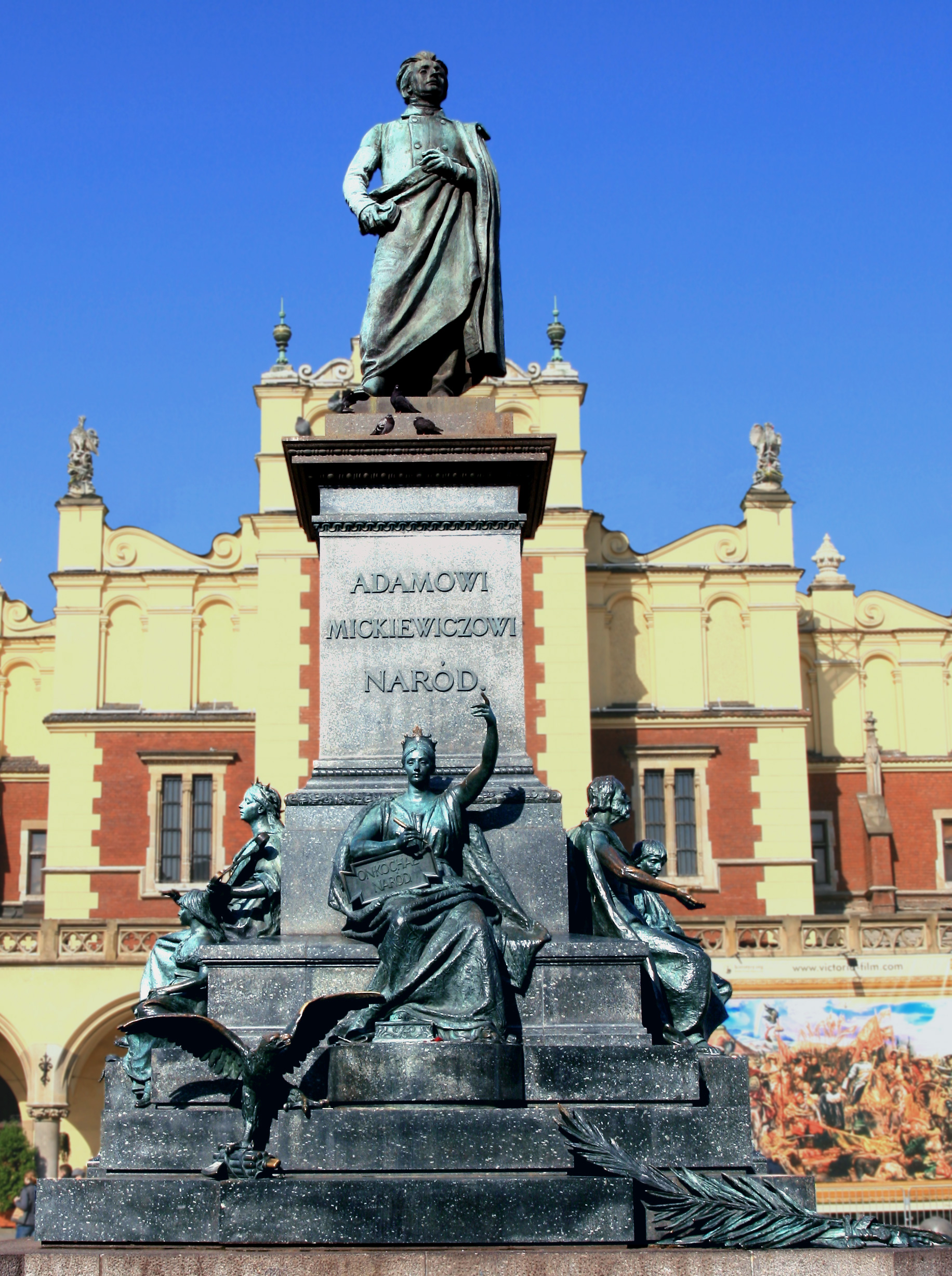
Adam Mickiewicz
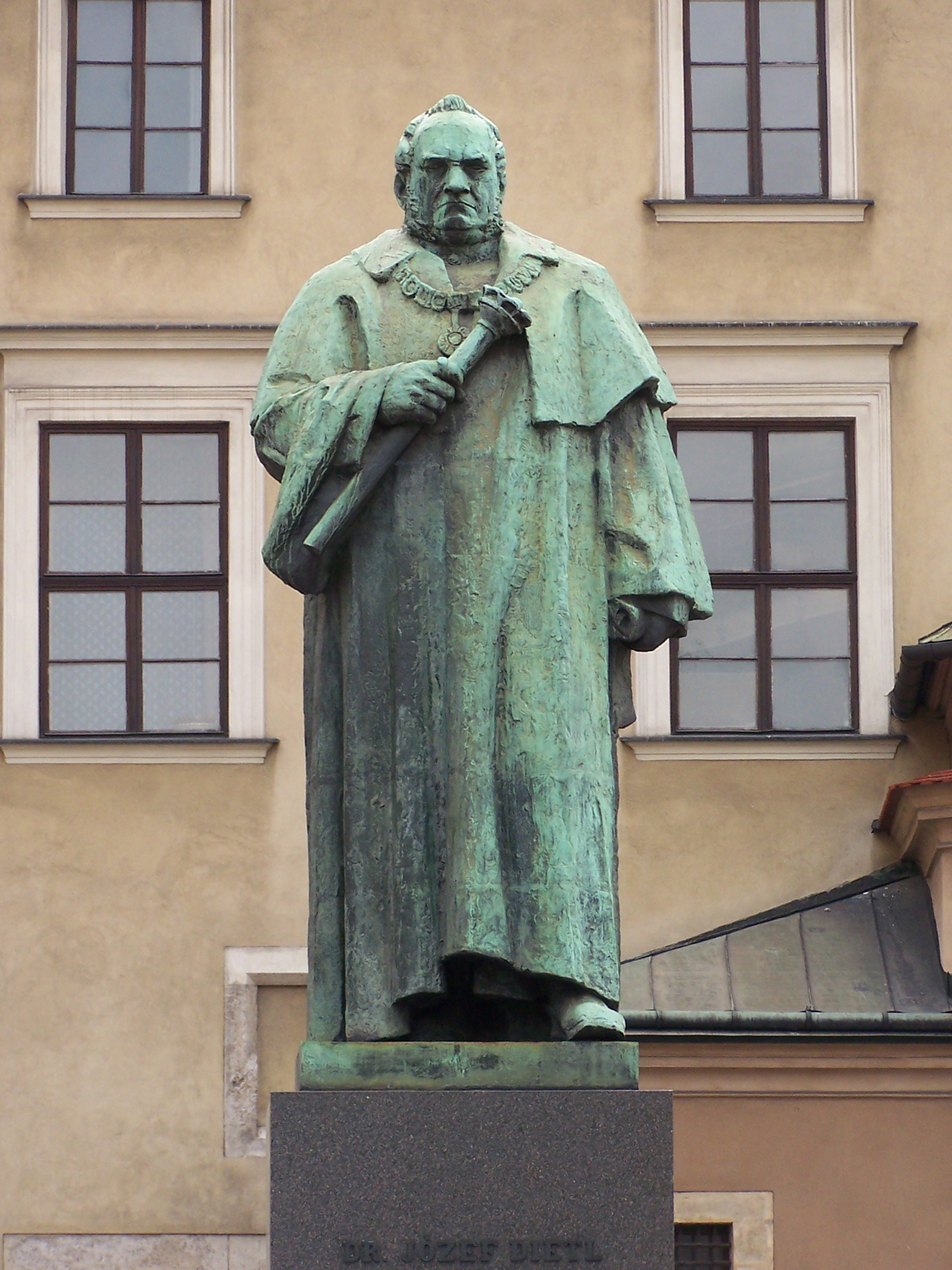
Józef Dietl
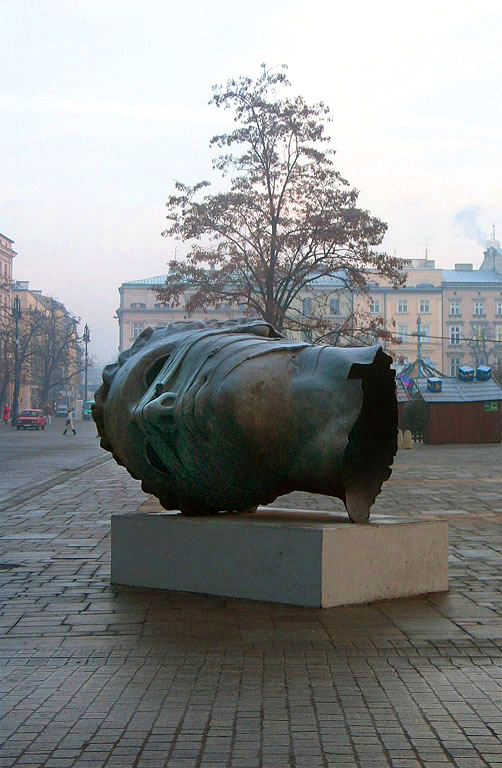
Eros Bendato
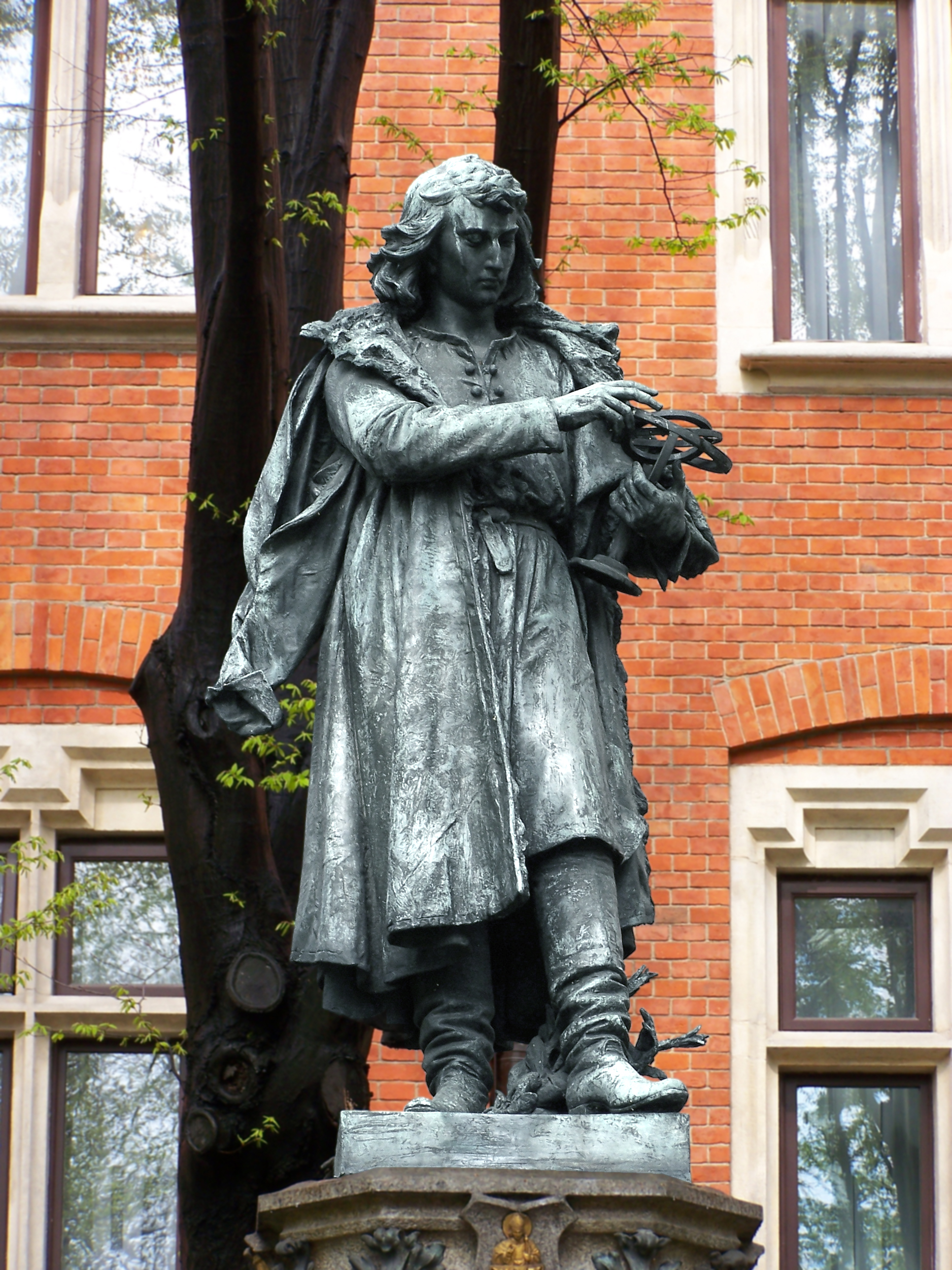
Nicolaus Copernicus
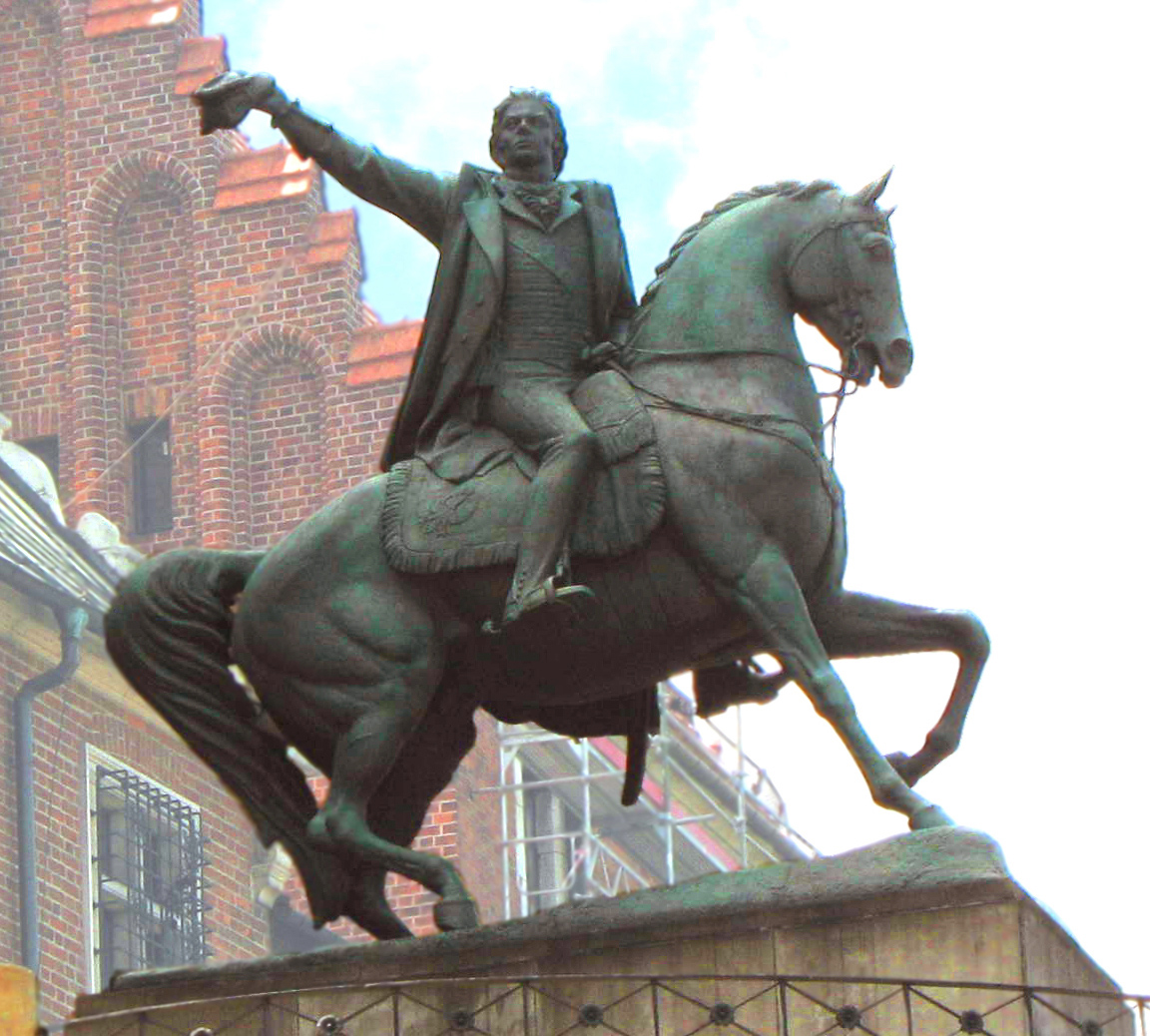
Tadeusz Kościuszko
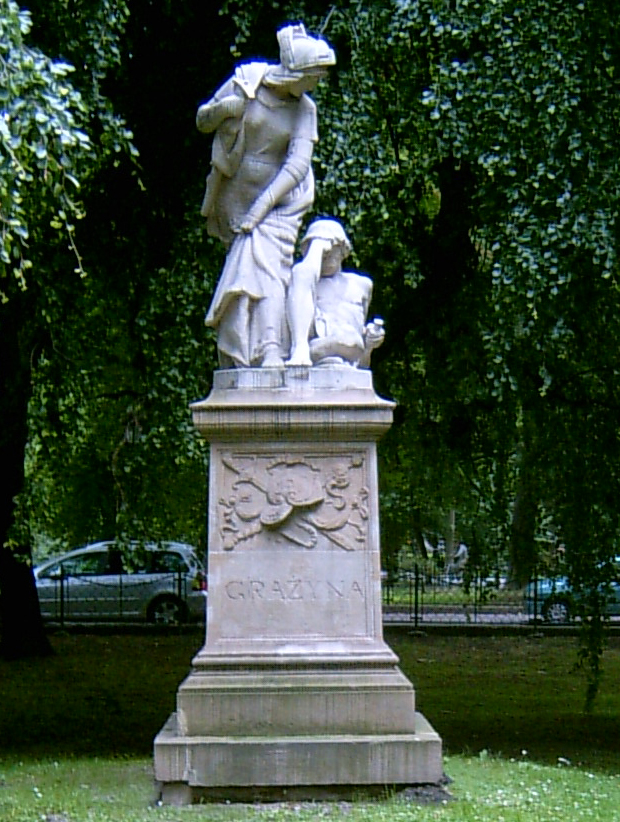
Grazyna
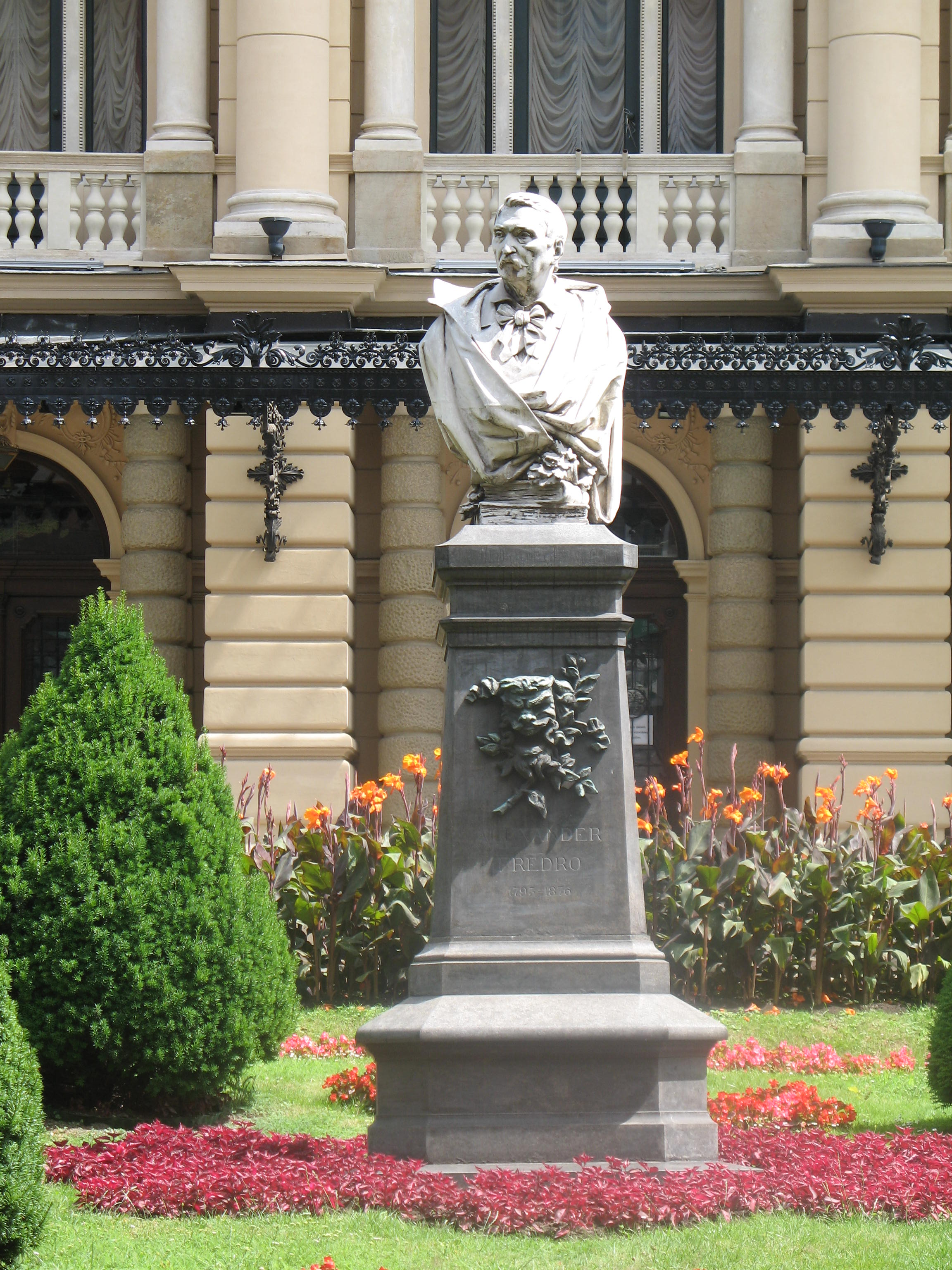
Fredro
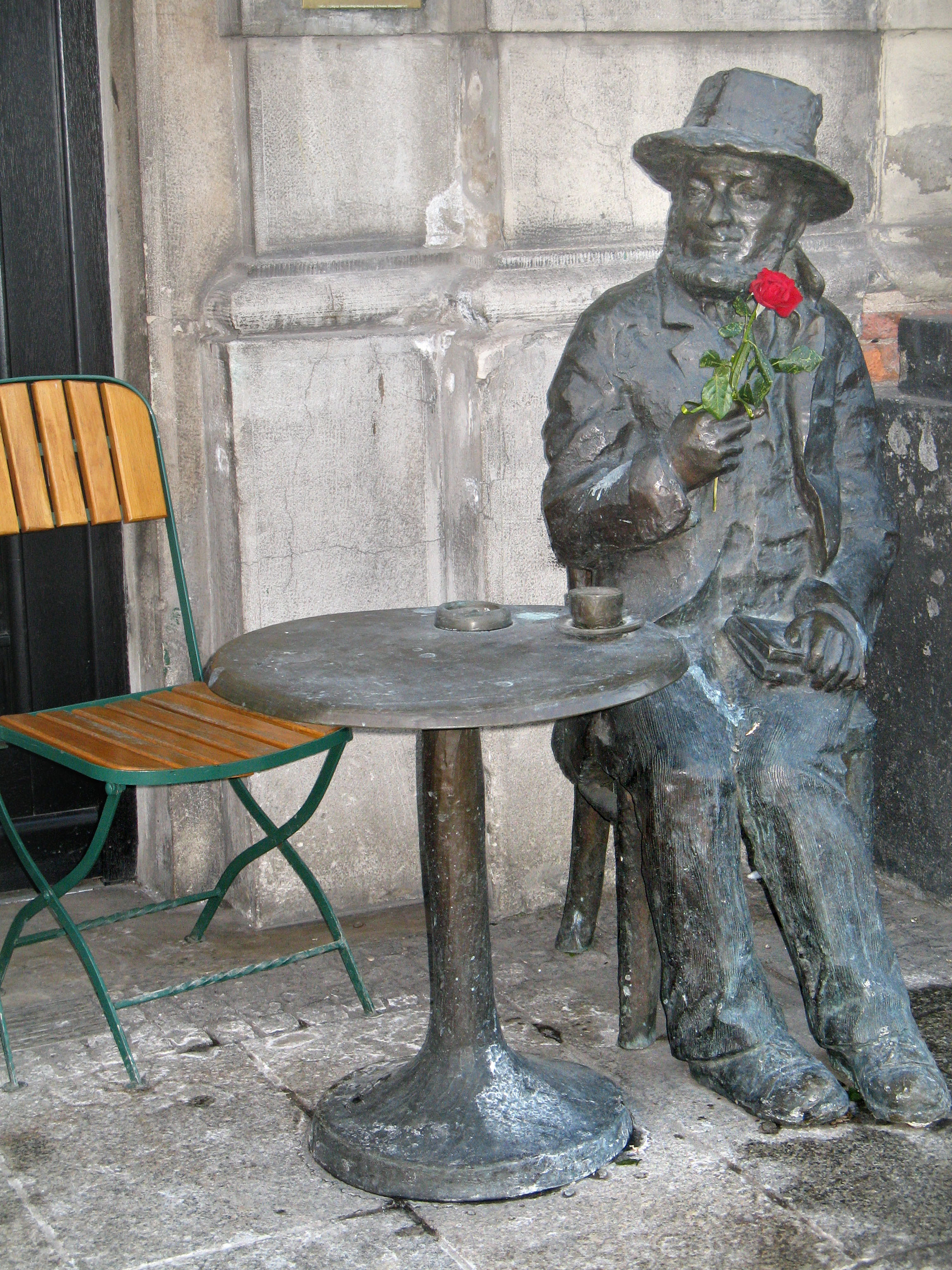
Piotr Skrzynecki

Historisch centrum van Krakau · Koninklijke Wieliczka- en Bochnia-zoutmijnen · Auschwitz-Birkenau: Duits naziconcentratie- en -vernietigingskamp · Woud van Białowieża · Historisch centrum van Warschau · Oude stad Zamość · Middeleeuwse stad Toruń · Kasteel van de Duitse ridderorde in Malbork · Kalwaria Zebrzydowska: maniëristisch architectuur-en parklandschapcomplex en bedevaartspark · Vredeskerken in Jawor en Świdnica · Houten kerken van zuidelijk Małopolska · Muskauer Park / Park Muzakowski · Hala Stulecia in Wrocław · Houten tserkva's van de Karpaten in Polen en Oekraïne· Lood-zilver-zinkmijn van Tarnowskie Góry en haar ondergrondse waterbeheersysteem · Prehistorische mijnstreek van gestreepte vuursteen van Krzemionki · Oude en voorhistorische beukenbossen van de Karpaten en andere regio's van Europa